# Chelsea Grin (EP)
Chelsea Grin é a primeira gravação da banda de deathcore americana Chelsea Grin. Ele foi originalmente lançado como conteúdo para download digital através do iTunes e, posteriormente, em formato Compact Disc. Ele ajudou a popularizar a banda e é a única gração através da gravadora Statik Factory antes de mudar para Artery Recordings o ano de seu lançamento seguinte. As músicas "Cheyne Stokes" e "Recreant" foram regravadas para a sua álbum de estreia Desolation of Eden, que foi lançado em 2010.
No entanto, o EP está disponível para download digital.

## Lista da trilha
| Chelsea Grin   |                        |         |  |
| N.º            | Título                 | Duração |  |
| 1.             | "Crewcabanger"         | 3:43    |  |
| 2.             | "Anathema of the Sick" | 3:31    |  |
| 3.             | "Cheyne Stokes"        | 2:36    |  |
| 4.             | "Disgrace"             | 2:34    |  |
| 5.             | "Lifeless"             | 2:19    |  |
| Duração total: | Duração total:         | 14:03   |  |

| Faixas bônus Editição CD |                |         |  |
| N.º                      | Título         | Duração |  |
| 6.                       | "Recreant"     | 3:30    |  |
| Duração total:           | Duração total: | 17:33   |  |

## Créditos
Chelsea Grin
- Alex Koehler - vocal
- Chris Kilbourn - guitarra
- Mike Stafford - guitarra
- Austin Marticorena - baixo
- Andrew Carlston - bateria

Produção
- Produzido por Stephan Hawkes Gravado Mixado
- Masterizado por Matt Winegar